# Singles 89–92
Singles 89–92 es el primer álbum recopilatorio de la banda Unsane, fue lanzado en 1992 por Matador Records. Como el título sugiere, el álbum se compone de sencillos que la banda lanzó entre 1989 y 1992.

## Recepción
John Bush de Allmusic dijo que estos sencillos "muestran una faceta del drone metal nunca antes vista."

## Track listing
Todas las canciones escritas y compuestas por Unsane. 
| N.º | Título          | Duración |  |
| 1.  | «Burn»          | 4:02     |  |
| 2.  | «This Town»     | 2:40     |  |
| 3.  | «Urge to Kill»  | 3:51     |  |
| 4.  | «Vandal-X»      | 1:45     |  |
| 5.  | «Streetsweeper» | 2:58     |  |
| 6.  | «Concrete Bed»  | 2:44     |  |
| 7.  | «My Right»      | 3:58     |  |
| 8.  | «Jungle Music»  | 2:23     |  |
| 9.  | «Blood Boy»     | 2:19     |  |
| 10. | «4-Stix»        | 2:21     |  |
| 11. | «Boost»         | 2:37     |  |
| 12. | «El Mundo»      | 3:15     |  |
| 13. | «Blood Boy»     | 5:31     |  |

## Personnel
Unsane
- Charlie Ondras – batería
- Pete Shore – bajo
- Chris Spencer – voz, guitarra

Músicos adicionales y producción
- Jens Jürgensen – Fotografía